# Vix (Vendée)
Vix es una comuna francesa situada en el departamento de Vendée, en la región de Países del Loira.

## Demografía
| 1517 | 1492 | 1521 | 1725 | 1670 | 1572 | 1809 |
| Para los censos de 1962 a 1999 la población legal corresponde a la población sin duplicidades (Fuente: INSEE [Consultar]) |      |      |      |      |      |      |